# Cairine Wilson
Cairine Reay Mackay Wilson (Montréal, 4 febbraio 1885 – Ottawa, 3 marzo 1962) è stata una politica canadese nota per essere la prima senatrice donna eletta in Canada.

## Biografia

### Primi anni di vita
Nata a Montreal era la figlia di Jane Mackay e Robert Mackay, un senatore liberale e amico personale di Sir Wilfrid Laurier. Nel 1909 sposò Norman Wilson, membro del Parlamento liberale per Russellm, e si trasferirono a Cumberland, nell'Ontario, per iniziare una nuova vita. Nel 1918 i Wilson si trasferirono a Ottawa dove Cairine svolse un intenso lavoro di volontariato.

### Carriera
Ha contribuito alla fondazione dell'Associazione liberale del ventesimo secolo e della Federazione nazionale delle donne liberali del Canada, di cui è stata presidente dal 1938 al 1948.

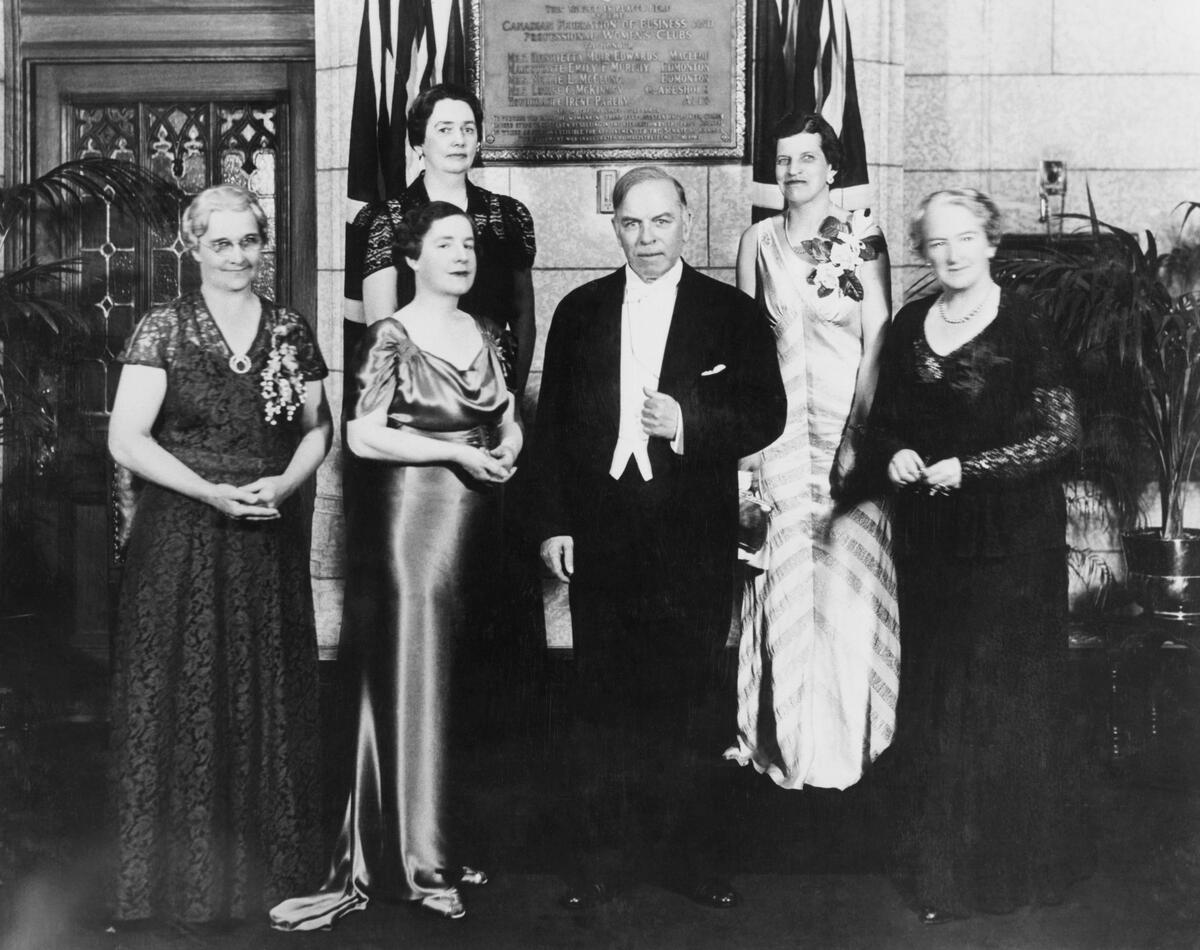
Rt. On. W. L. Mackenzie King svela la targa al Valiant 5

Wilson venne nominata prima senatrice donna del paese all'età di 45 anni nel febbraio del 1930 dal governo del primo ministro William Lyon Mackenzie King, appena quattro mesi dopo che la sentenza che consentiva alle donne di ricoprire tale ruolo era stata emessa dal comitato giudiziario del Consiglio privato. In precedenza, le donne non erano autorizzate a prestare servizio al Senato, in quanto le corti inferiori avevano stabilito che non erano "persone" piene sotto la legge.
Come presidente della Società delle Nazioni del Canada nel 1938 Wilson si espresse contro la pacificazione di Hitler da parte dell'accordo di Monaco. Durante la seconda guerra mondiale il governo di William Lyon Mackenzie King fu restio a permettere ai profughi ebrei dalla Germania di stabilirsi in Canada ma Wilson fu in grado di organizzare l'accettazione di 100 orfani.
Nel 1949, su richiesta del successore di Louis St. Laurent, Wilson divenne la prima donna delegata del Canada all'Assemblea Generale delle Nazioni Unite. Era la presidente del Comitato nazionale canadese per i rifugiati e la prima donna a presiedere il comitato permanente del Senato (Immigrazione e lavoro). Nel 1950 le fu consegnata la Croce del Cavaliere della Legione d'Onore dalla Francia per il suo lavoro con i bambini rifugiati.
Fece nuovamente la storia parlamentare nel 1955 quando divenne la prima donna deputata al Senato canadese.

### Vita privata
Suo marito Norman, che non era in salute da qualche tempo, morì il 14 luglio 1956; loro erano i genitori di otto bambini.

### Morte
Cairine Wilson morì improvvisamente per un attacco cardiaco sabato 3 marzo 1962.

## Riconoscimenti
Una scuola secondaria a Orleans, in Ontario, prende il nome da Wilson.